# Okręg wyborczy Maldon
Okręg wyborczy Maldon powstał w 1332 r. i wysyłał do angielskiej, a następnie brytyjskiej, Izby Gmin dwóch deputowanych. Początkowo obejmował trzy parafie na obszarze portowego miasta Maldon w hrabstwie Essex. Powiększenie obszaru okręgu nastąpiło w 1832 r. W 1868 r. zmniejszono liczbę mandatów przypadających na okręg do jednego. W 1885 r. zamieniono okręg miejski na okręg ziemski. Okręg został zlikwidowany w 1983 r. Komisja Rozgraniczeniowa planuje jego odtworzenie na najbliższe wybory parlamentarne.

## Deputowani do brytyjskiej Izby Gmin z okręgu Maldon

### Deputowani w latach 1332–1640
- 1555: Henry Radclyffe
- 1593: Thomas Mildmay
- 1604–1611: John James
- 1605–1610: Theophilus Howard
- 1610–1619: Robert Rich
- 1621–1622: Henry Mildmay
- 1621–1622: Julius Caesar
- 1624–1626: William Masham
- 1625–1629: Henry Mildmay

### Deputowani w latach 1640–1868
- 1640–1653: Henry Mildmay
- 1640–1648: John Clotworthy
- 1648–1649: John Clotworthy
- 1654–1659: Joachim Matthews
- 1659–1660: Henry Mildmay
- 1660–1661: Tristram Conyers
- 1660–1660: Henry Mildmay Młodszy
- 1660–1661: Edward Herrys
- 1661–1677: John Tyrell
- 1661–1679: Richard Wiseman
- 1677–1685: William Wiseman
- 1679–1679: John Bramston
- 1679–1693: Thomas Darcy
- 1685–1689: John Bramston
- 1689–1695: Charles Montagu
- 1693–1699: Eliab Harvey
- 1695–1701: Irby Montagu
- 1699–1701: John Bullock
- 1701–1708: William Fytche
- 1701–1708: John Comyns
- 1708–1710: Richard Tylney
- 1708–1711: Thomas Richmond
- 1710–1715: John Comyns
- 1711–1712: William Fytche
- 1712–1727: Thomas Bramston
- 1715–1722: Samuel Tufnell
- 1722–1727: John Comyns
- 1727–1740: Henry Parsons
- 1727–1734: Thomas Bramston Młodszy
- 1734–1741: Martin Bladen
- 1740–1741: Benjamin Keene
- 1741–1747: Thomas Drury
- 1741–1761: Robert Colebrooke
- 1747–1754: Richard Lloyd
- 1754–1774: John Bullock
- 1761–1763: Bamber Gascoyne
- 1763–1773: John Huske
- 1773–1774: Charles Rainsford
- 1774–1790: John Strutt, torysi
- 1774–1780: Richard Savage Nassau
- 1780–1784: Eliab Harvey
- 1784–1787: Drigue Olmius, 2. baron Waltham
- 1787–1790: Peter Parker
- 1790–1826: Joseph Strutt
- 1790–1806: Charles Western
- 1806–1807: Benjamin Gaskell
- 1807–1812: Charles Western
- 1812–1826: Benjamin Gaskell
- 1826–1827: George Allanson-Winn
- 1826–1832: Thomas Lennard, wigowie
- 1827–1830: Hugh Dick
- 1830–1847: Quintin Dick, Partia Konserwatywna
- 1837–1847: John Round, Partia Konserwatywna
- 1847–1852: David Waddington, Partia Konserwatywna
- 1847–1852: Thomas Lennard, wigowie
- 1852–1854: Charles du Cane, Partia Konserwatywna
- 1852–1854: Taverner John Miller, Partia Konserwatywna
- 1854–1857: George Peacocke, Partia Konserwatywna
- 1854–1859: John Bramley-Moore, Partia Konserwatywna
- 1857–1865: Thomas Western, Partia Liberalna
- 1859–1868: George Sandford, Partia Konserwatywna
- 1865–1868: Ralph Earle, Partia Konserwatywna

### Deputowani w latach 1868–1885
- 1868–1874: Edward Bentall, Partia Liberalna
- 1874–1878: George Sandford, Partia Konserwatywna
- 1878–1885: George Courtauld, Partia Liberalna

### Deputowani w latach 1885–1983
- 1885–1886: Arthur Kitching, Partia Liberalna
- 1886–1892: Charles Wing Gray, Partia Konserwatywna
- 1892–1895: Cyril Dodd, Partia Liberalna
- 1895–1906: Charles Strutt, Partia Konserwatywna
- 1906–1910: Thomas Bethell, Partia Liberalna
- 1910–1922: James Fortescue Flannery, Partia Konserwatywna
- 1922–1923: Edward Ruggles-Brise, Partia Konserwatywna
- 1923–1924: Valentine Crittall, Partia Pracy
- 1924–1942: Edward Ruggles-Brise, Partia Konserwatywna
- 1942–1955: Tom Driberg, Partia Pracy
- 1955–1974: Brian Harrison, Partia Konserwatywna
- 1974–1983: John Wakeham, Partia Konserwatywna